# Joan Claret i Corominas
Joan Claret i Corominas (Barcelona, 1929 - Barcelona, 8 de setembre de 2014) va ser un filòsof i pintor català.
Llicenciat en Filosofia i Lletres l'any 1957 per la Universitat Autònoma de Barcelona, perfeccionà els seus estudis a La Sorbona de París (França). Una vegada acabats els estudis, començà a estudiar i treballar pintura, aconseguint fer la seva primera exposició a Barcelona l'any 1959. De seguida la seva obra s'internacionalitzaria aconseguint fer exposicions a Tòquio i Londres fins que l'any 1963 aconsegueix guanyar el premi Joan Miró de dibuix. Entre els anys 1964 i l'any 1965 organitzaria la seva primera exposició itinerant pels Estats Units englobat dins dels grups Modern Spanish Painting i Seven Catalonian Artists. També va col·laborar amb el grup O figura. Posteriorment va exposar a ciutats europees i americanes com Múnic, Madrid o Bogotà.